# Riverview, Alabama
Riverview là một thị trấn thuộc quận Escambia, tiểu bang Alabama, Hoa Kỳ. Dân số năm 2009 là 155 người, mật độ đạt 41 người/km².